# 梨润楠
梨润楠（学名：Machilus pomifera），为樟科润楠属下的一个植物种。